# الاتفاقية الدولية لإنشاء صندوق دولي للتعويض عن أضرار التلوث بالنفط
الاتفاقية الدولية بشأن إنشاء صندوق دولي للتعويض عن الأضرار التلوث النفطي 1992 هي معاهدة بحرية دولية. الاتفاقية الأصلية في عام 1969 عززت بهذه الاتفاقية للتخفيف على ملاك السفن من المطلوبات غير العادلة بسبب الظروف غير المتوقعة ومن ناحية أخرى إزالة قبعات المسؤولية التي يعتقد بعض الدول الأعضاء أنها كانت منخفضة للغاية. الصندوق ملزم بالدفع لضحايا التلوث عندما تتجاوز الأضرار مسؤولية مالك السفينة وعندما لا يكون مالك السفينة مسؤولا أو عندما يكون مالك السفينة المسئول عاجز عن الدفع. الصندوق يقوم أيضا «بتعويض مالك السفينة أو شركة التأمين له» في الانسكابات عند امتثال السفينة الكامل للاتفاقيات الدولية والتسبب لأي سوء تصرف متعمد.
دخلت اتفاقية عام 1992 حيز التنفيذ يوم 30 مايو 2006. اعتبارا من مايو 2013 فقد صدقت 111 دولة على الاتفاقية وهو ما يساوي 91.2% من الحمولة الإجمالية للأسطول التجاري في العالم. بوليفيا وكوريا الشمالية وهندوراس ولبنان ومنغوليا لم تصادق على المعاهدة.